# Psammastra
Psammastra é um gênero de esponja marinha da família Ancorinidae.

## Espécies
- Psammastra conulosa Kieschnick, 1896
- Psammastra murrayi Sollas, 1886
- Psammastra oxygigas Lévi, 1993